# Oekonomisch-Technische Flora der Wetterau
Oekonomisch-Technische Flora der Wetterau (abreviado Oekon. Fl. Wetterau) es un libro con descripciones botánicas que fue escrito por el botánico, micólogo y briólogo alemán Philipp Gottfried Gaertner y publicado en Fráncfort del Meno en 3 volúmenes en los años 1799-1802.

## Publicación
- Volumen 1, Jun-Jul 1799;
- Volumen 2, May-Jul 1800;
- Volumen 3(1), Jan-Jun 1801; 3(2), 1802